# NXT TakeOver: The End
NXT TakeOver: The End – gala wrestlingu z cyklu gal NXT TakeOver, wyprodukowana przez federację WWE. Odbyła się 8 czerwca w hali Full Sail University w Winter Park na Florydzie. Była emitowana na żywo na WWE Network.
Na gali odbyło się sześć walk (z czego jedna nie została wyemitowana). W walce wieczoru, NXT Champion Samoa Joe obronił tytuł w Steel Cage matchu z Finnem Bálorem.

## Przygotowania
Cykl gal NXT TakeOver rozpoczął się 29 maja 2014, kiedy to brand WWE NXT otrzymał swoją drugą ekskluzywną galę na WWE Network pod nazwą NXT TakeOver. W kolejnych miesiącach nazwa "TakeOver" stała się główną częścią nazwy kolejnych specjalnych gal NXT, które miały dodatkowe podtytuły, jak przykładowo NXT TakeOver: Fatal 4-Way, NXT TakeOver: R Evolution czy też NXT TakeOver: Rival. NXT TakeOver: Brooklyn było pierwszym TakeOver wyprodukowanym poza Full Sail University, zaś NXT TakeOver: London było pierwszym, który odbył się poza terenami Stanów Zjednoczonych. NXT TakeOver: The End będzie dziesiątą galą cyklu.

### Rywalizacje
21 kwietnia na house showie w Lowell w Massachusetts, Samoa Joe pokonał Finna Bálora w walce o NXT Championship. 11 maja na odcinku NXT, Generalny Menedżer NXT, William Regal, ogłosił, że starcie rewanżowe pomiędzy Joem a Bálorem odbędzie się na NXT TakeOver: The End. Rywale regularnie rozpoczynali bójki między sobą na house showach NXT. 17 maja, podczas podpisywania kontaktu na walkę w WWE Performance Center ogłoszono, iż walka o mistrzostwo na gali będzie Steel Cage matchem. Będzie to pierwszy Steel Cage match w historii NXT.
Na NXT TakeOver: Dallas, American Alpha pokonało The Revival w starciu drużynowym o NXT Tag Team Championship. 18 maja William Regal ogłosił walkę rewanżową pomiędzy dwoma drużynami na najbliższym TakeOver.
18 maja na odcinku NXT, Nia Jax pokonała byłą mistrzynię kobiet NXT, Bayley. Tydzień później, Jax pokonała Carmellę i Alexę Bliss w Triple Threat matchu o miano pretendenckie do NXT Women's Championship. Na NXT TakeOver: The End zmierzy się z obecną mistrzynią, Asuką.
25 maja na NXT, Austin Aries wyraził chęć zostania nowym mistrzem NXT. Na jego oświadczenie zareagował Shinsuke Nakamura. William Regal zaplanował walkę pomiędzy nimi na NXT TakeOver: The End.
2 czerwca, Regal ogłosił, że Tye Dillinger zmierzy się na gali z debiutującym Andradem "Cien" Almasem.

## Gala

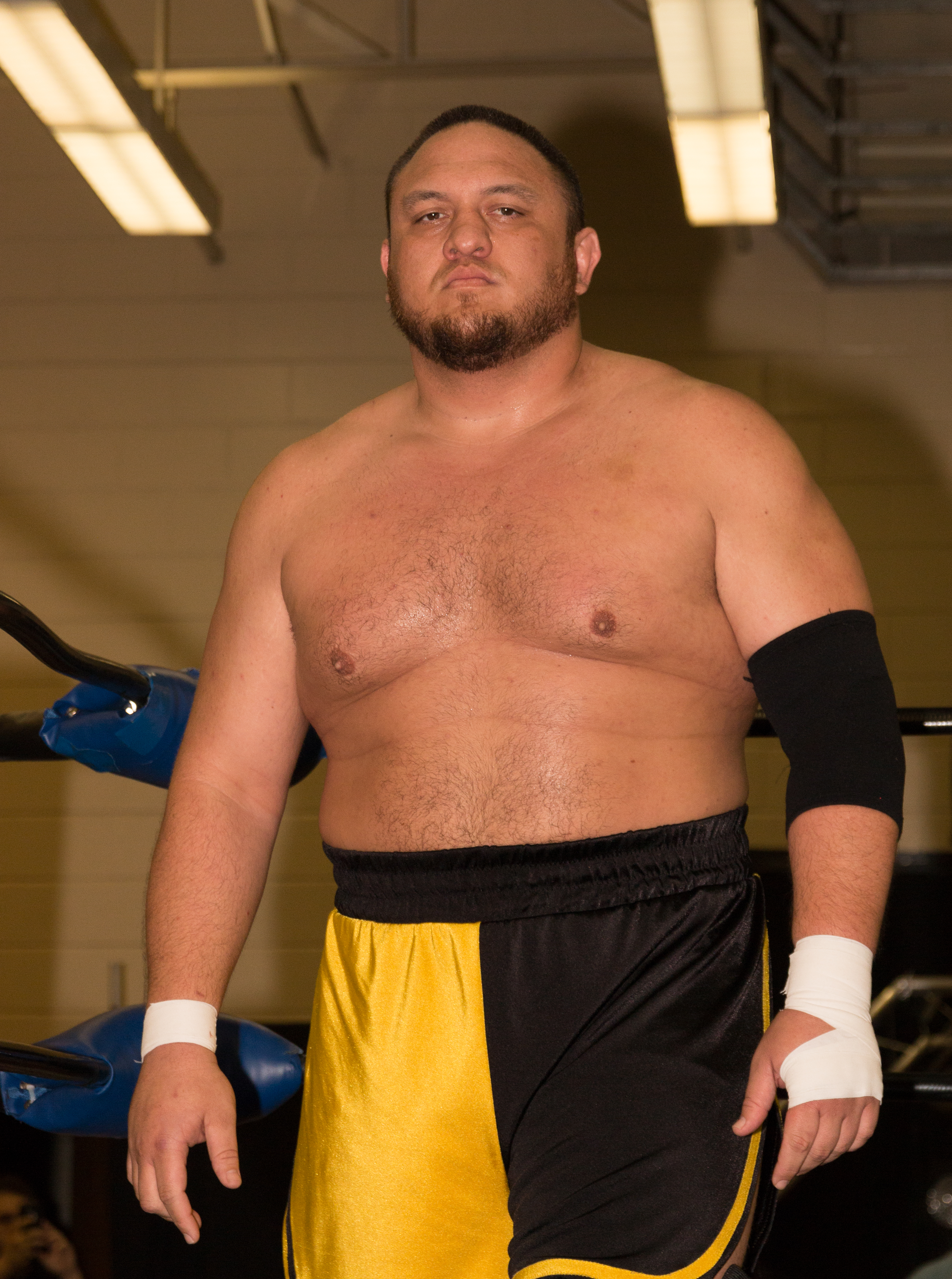
Zwycięzca walki wieczoru NXT TakeOver: The End – Samoa Joe.

### Komentatorzy
Komentatorami NXT TakeOver: The End byli Tom Phillips i Corey Graves. W panelu pre-show zasiedli Corey Graves, Lita oraz Renee Young.

### Główne show
NXT TakeOver: The End rozpoczęła walka Tye'a Dillingera z debiutującym w NXT Andradem "Cien" Almasem. Almasowi udało się uciec przed Tyebreakerem Dillingera, wykonać na nim kombinację ruchów i przypiąć przeciwnika.
The Revival (Dash Wilder i Scott Dawson) zmierzyło się z mistrzami tag team NXT – American Alpha (Chad Gable i Jason Jordan). American Alpha próbowało wykonać Grand Amplitude na Wilderze, lecz ich plany zostały pokrzyżowane przez Scotta Dawsona. Dawson wyrzucił Gable'a z ringu, po czym wraz z Wilderem wykonał na Jordanie Shatter Machine. Dawson i Wilder wygrali starcie i stali się dwukrotnymi posiadaczami NXT Tag Team Championship. Po walce, American Alpha zostało zaatakowane przez "The Authors of Pain" (Sunny Dhinsa i Gzim Selmani), prowadzonych przez WWE Hall of Famera Paula Elleringa.
Austin Aries zmierzył się z Shinsuke Nakamurą. Aries założył na przeciwniku dźwignię Last Chancery, lecz ten zdołał doczołgać się do lin i przerwać akcję. Nakamurze udało się uniknąć Suicide Dive'u Ariesa i wymierzyć na nim Kinshasę. Nakamura przypiął rywala, wygrywając pojedynek.
Mistrzyni kobiet NXT, Asuka, zmierzyła się z pretendentką do tytułu Nią Jax. Jax zdominowała starcie, lecz Asuka nie dawała za wygraną. Mistrzyni wykonała na przeciwniczce kombinację kopnięć i przypięła ją, broniąc tytułu mistrzowskiego.

### Walka wieczoru
W walce wieczoru gali, NXT Champion Samoa Joe zmierzył się w Steel Cage matchu z byłym mistrzem NXT – Finnem Bálorem. Po wymianie finisherów w czternastej minucie pojedynku, Bálor wydostał się z Coquina Clutchu, po czym zaczął wspinać się na szczyt klatki. Joemu udało się go złapać i wykonać na nim Muscle Buster ze szczytu stalowej konstrukcji. Joe przypiął pretendenta, broniąc tytułu mistrzowskiego.

## Odbiór gali
NXT TakeOver: The End otrzymało pozytywne recenzje od krytyków i fanów.
Komentator wrestlingu Jim Ross pochwalił galę za jej booking, akcję w ringu i produkcję. Ross "był dumny" z komentarza Gravesa i Phillipsa. Pochwalił także walkę wieczoru, starcie kobiet oraz pojedynek Shinsuke Nakamury z Austinem Ariesem. Pogratulował brandowi NXT sprawienia, że "dywizja tag team ma znaczącą wartość".
James Caldwell z Pro Wrestling Torch przyznał pierwszej walce gali 2 gwiazdki (na 5 możliwych), starciu drużynowemu 3,75 gwiazdki, walce Aries/Nakamura 4,25 gwiazdki, pojedynkowi kobiet 2,75 gwiazdki, zaś walce wieczoru – 3,5 gwiazdki.
Wrestling Observer Dave'a Meltzera najwyżej oceniło starcie drużynowe, przyznając mu 4 gwiazdki na 5 możliwych. Walka Nakamura/Aries została oceniona na 3,75 gwiazdki, walce wieczoru przyznano 3,5 gwiazdki, zaś starciu kobiet oraz pojedynkowi Almasa z Dillingerem – 2,75 gwiazdki.

## Wydarzenia po gali

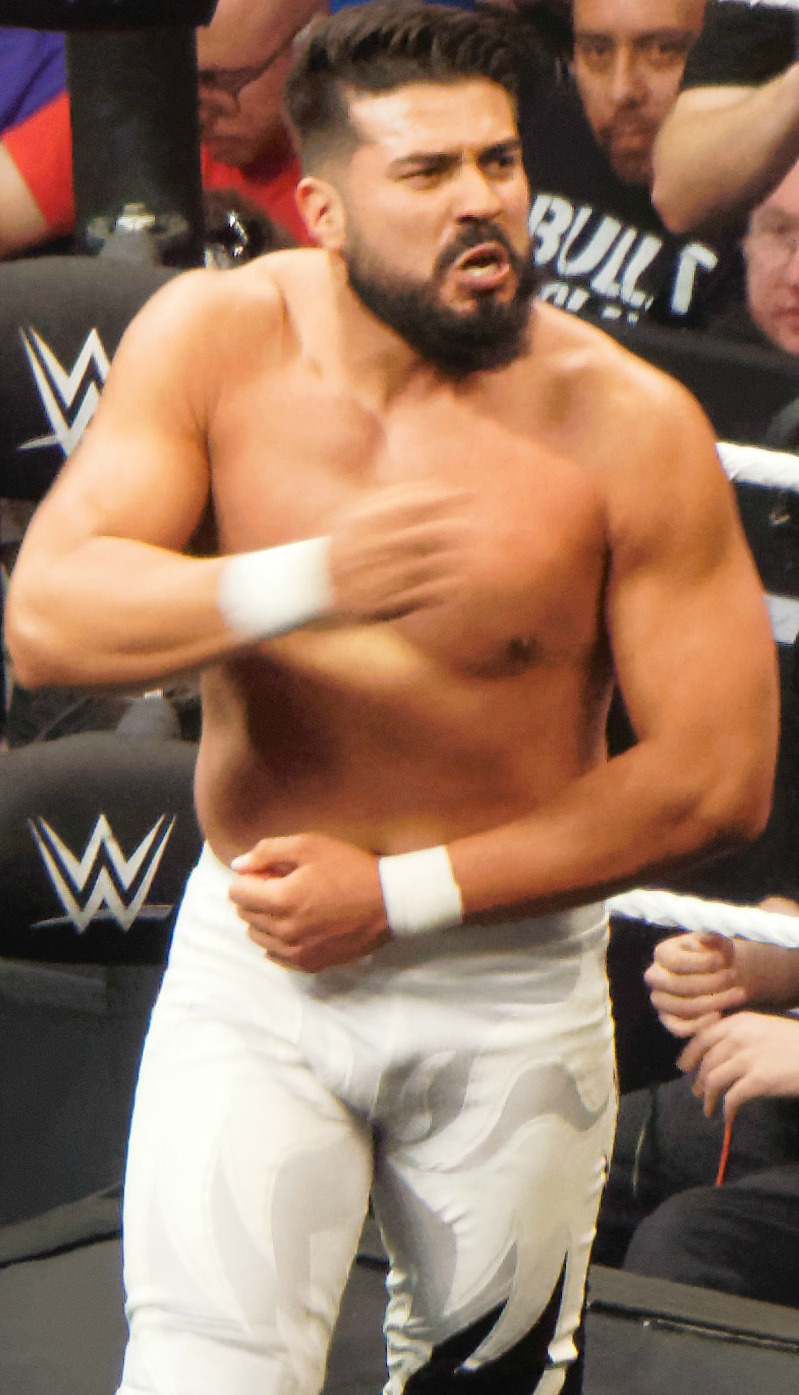
Debiutant w NXT – Andrade Almas.

Generalny Menedżer NXT, William Regal, ogłosił, że na NXT TakeOver: Brooklyn II, Samoa Joe będzie bronił tytułu mistrzowskiego z nowym pretendentem do NXT Championship – Shinsuke Nakamurą.
Bayley powróciła do NXT 22 czerwca. Wzrastające napięcie pomiędzy nią a Asuką doprowadziło do ogłoszenia walki zawodniczek na NXT TakeOver: Brooklyn II.
W wyniku WWE Draftu, American Alpha, Mojo Rawley, Alexa Bliss i Carmella zostali przeniesieni do brandu SmackDown Live, zaś Finn Bálor i Nia Jax – do brandu Raw.

## Wyniki walk
| Nr                                                                                    | Wyniki                                                                                           | Stypulacje                                 | Czas  |
| ------------------------------------------------------------------------------------- | ------------------------------------------------------------------------------------------------ | ------------------------------------------ | ----- |
| 1D                                                                                    | Ember Moon pokonała Peyton Royce                                                                 | Singles match                              | -     |
| 2                                                                                     | Andrade "Cien" Almas pokonał Tye'a Dillingera                                                    | Singles match                              | 5:20  |
| 3                                                                                     | The Revival (Scott Dawson i Dash Wilder) pokonali American Alpha (Jason Jordan i Chad Gable) (c) | Tag Team match o NXT Tag Team Championship | 15:51 |
| 4                                                                                     | Asuka (c) pokonała Nię Jax                                                                       | Singles match o NXT Women's Championship   | 17:05 |
| 5                                                                                     | Shinsuke Nakamura pokonał Austina Ariesa                                                         | Singles match                              | 9:11  |
| 6                                                                                     | Samoa Joe (c) pokonał „The Demon” Finna Bálora                                                   | Steel Cage match o NXT Championship        | 16:08 |
| (c) – mistrz/mistrzyni przed walkąD – walka była dark matchem (nietransmitowana w TV) |                                                                                                  |                                            |       |